# Śrem (gmina)
Pour les articles homonymes, voir Śrem (homonymie).
Śrem est une gmina mixte du powiat de Śrem, Grande-Pologne, dans le centre-ouest de la Pologne. Son siège est la ville de Śrem, qui se situe environ 36 km au sud de la capitale régionale Poznań.
La gmina couvre une superficie de 205,83 km2 pour une population de 41 082 habitants en 2011.

## Géographie

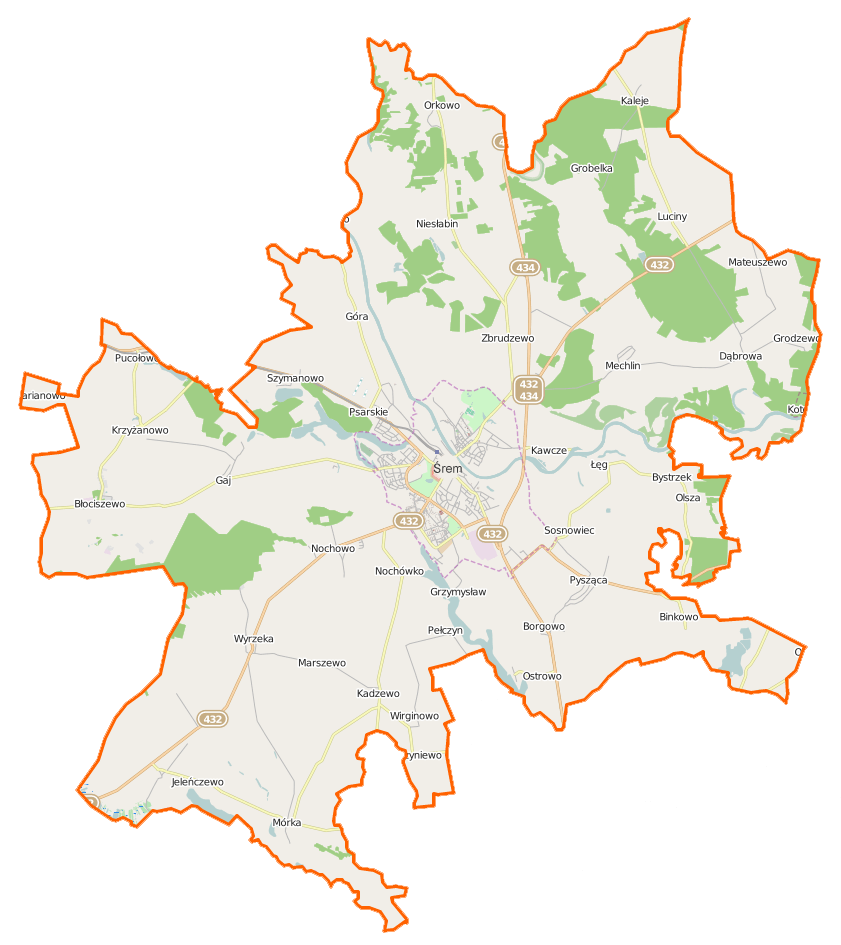
Plan de la gmina.

Outre la ville de Śrem, la gmina inclut les villages de:
- Barbarki
- Binkowo
- Błociszewo
- Bodzyniewo
- Borgowo
- Bystrzek
- Dąbrowa
- Dalewo
- Dobczyn
- Gaj
- Góra
- Grobelka
- Grodzewo
- Grzymysław
- Jeleńczewo
- Kadzewo
- Kaleje
- Kawcze
- Kotowo
- Krzyżanowo
- Łęg
- Luciny
- Marianowo
- Marszewo
- Mateuszewo
- Mechlin
- Mórka
- Niesłabin
- Nochówko
- Nochowo
- Olsza
- Orkowo
- Ostrowo
- Pełczyn
- Psarskie
- Pucołowo
- Pysząca
- Sosnowiec
- Szymanowo
- Tesiny
- Wirginowo
- Wyrzeka
- Zbrudzewo

### Gminy voisines
La gmina de Śrem est bordée des gminy de :
- Brodnica
- Czempiń
- Dolsk
- Kórnik
- Krzywiń
- Książ Wielkopolski
- Zaniemyśl

## Structure du terrain
D'après les données du 1er janvier 2007, la superficie de la commune de Śrem est de 205,83 km², répartis comme tel :
- terres agricoles : 22,09%
- forêts : 16,85%

La commune représente 35,88% de la superficie du powiat.

## Démographie
Données du 30 juin 2010 :
| Description        | Total  | Total | Femmes | Femmes | Hommes | Hommes |
| ------------------ | ------ | ----- | ------ | ------ | ------ | ------ |
| Unité              | Nombre | %     | Nombre | %      | Nombre | %      |
| population         | 40 440 | 100   | 20 813 | 51     | 19 627 | 49     |
| Densité (hab./km²) | 196    | 196   | 101    | 101    | 95     | 95     |

Données du 31 décembre 2009 :
| Description                  | Total  | Total | Femmes | Femmes | Hommes | Hommes |
| ---------------------------- | ------ | ----- | ------ | ------ | ------ | ------ |
| Unité                        | Nombre | %     | Nombre | %      | Nombre | %      |
| Population                   | 40 345 | 100   | 20 787 | 51,52  | 19 558 | 48,48  |
| Population de 0 à 17 ans     | 6 635  | 16,45 | 3 213  | 7,96   | 3 422  | 8,48   |
| Population de 18 à 65 ans    | 28 216 | 69,94 | 13 694 | 33,94  | 14 522 | 35,99  |
| Population de plus de 65 ans | 5 494  | 13,62 | 3 880  | 9,62   | 1 614  | 4      |